# サンデー強啓 本日発売
サンデー強啓 本日発売（サンデーきょうけい ほんじつはつばい）とは、TBSラジオで1994年10月から1995年4月2日まで放送されていたスポーツ情報バラエティ番組。

## 放送時間
- 毎週日曜日 16:00 - 19:00（生放送）

## 出演者
- 荒川強啓
- 中野浩一
- 芝尚子

ほか

## 備考
- 荒川は当番組終了前にテレビでビッグモーニングとニュースの森を1990年から1994年まで、後の1995年4月からは平日夕方の報道ワイド番組『荒川強啓 デイ・キャッチ!』のパーソナリティに就任した（番組は2019年3月に放送終了している）。

| スタブアイコン | サブスタブ | この項目は、まだ閲覧者の調べものの参照としては役立たない、ラジオ番組に関連した書きかけの項目です。この項目を加筆・訂正などしてくださる協力者を求めています（P:ラジオ/PJ:放送番組）。 |